# アルビド・カールソン
アルビド・カールソン（Arvid Carlsson、1923年1月25日 - 2018年6月29日）は、スウェーデンの薬理学者で、神経伝達物質のドーパミンとそのパーキンソン病における働きに関しての研究で知られる。共同受賞者のエリック・カンデルおよびポール・グリーンガードと共に、2000年のノーベル生理学・医学賞を受賞した。

## 経歴
カールソンは歴史学者で後のルンド大学の歴史学の教授となるGottfrid Carlssonの息子として、スウェーデンのウプサラに生まれる。ルンド大学は彼が1941年に医学を学び始めるところである。第二次世界大戦中、スウェーデンは中立であったが、スウェーデン軍における軍務のため、彼の教育は数年間中断された。1951年に彼はアメリカ合衆国のM.D.に相当するM.L及び、Ph.D.に相当するM.D.を取得し、ルンド大学の準教授となった。1959年にはヨーテボリ大学の教授となった。
1950年代、彼はドーパミンがそれまで信じられていたような単なるノルアドレナリンの前駆物質で無く、脳の中の神経伝達物質であることを実証した。彼は脳組織内のドーパミンの量の測定方法を開発し、運動に重要な部位である大脳基底核のドーパミンの量が特に高いことを発見した。それから彼は動物にレセルピンという薬物を与えるとドーパミンの量が減少し、運動のコントロールが悪くなると言うことを示した。これらの結果はパーキンソン病の症状に似ていた。それらの動物たちにドーパミンの前駆体であるL-ジヒドロキシフェニルアラニン（L-DOPA）を投与することによって、症状が緩和できた。この発見は他の医師に人間のパーキンソン病の患者にL-DOPAを試させた。その結果、パーキンソン病の初期の症状のうちいくらかを軽減できることが発見された。
また、1970年代に在籍したアストラ社において世界初のSSRIである「ツェルミド」を開発するが、ノーベル賞の受賞理由ではない。ツェルミドにはギラン・バレー症候群という重大な副作用が起きるため、使用されなくなった。

## 受賞歴
- 1979年：ウルフ賞医学部門
- 1982年：ガードナー国際賞
- 1994年：日本国際賞[4]
- 2000年：ノーベル生理学・医学賞